# Senegalia globosa
Senegalia globosa là một loài thực vật có hoa trong họ Đậu. Loài này được (Bocage & Miotto) L.P. Queiroz mô tả khoa học đầu tiên năm 2008.